# Малґожата Кідава-Блонська
Малгожата Марія Кідава-Блонська, до шлюбу Грабська (пол. Małgorzata Maria Kidawa-Błońska; нар. 5 травня 1957, Варшава) — польська соціологиня, кінопродюсерка, політична діячка.
Членкиня Сейму V, VI, VII та VIII каденцій з 2005 року, державна секретарка Канцелярії Прем'єр-міністра у 2014—2015 роках, друга речниця уряду Дональда Туска у 2014 році, речниця уряду Єви Копач та спікерка сьомого Сейму, від 2015 заступниця голови Сейму 8-го скликання.

## Життєпис
У 1983 році закінчила факультет філософії та соціології Варшавського університету.
У другій половині 1980-х працювала в літературному відділі Кіностудії ім. Кароля Іржиковського. З 1994 по 2005 рік була кінопродюсеркою компанії Gambit Production.
Була обрана до Сейму 25 вересня 2005 року, отримавши 4615 голосів у 19 варшавському окрузі, кандидаткою від списку Громадянської платформи. Маршал Сейму з 25 червня 2015 по 11 листопада 2015 року. Заступниця маршалу Сейму з 12 листопада 2015 року.
На 8-му скликанні Сейму вона стала членкинею Комітету з питань культури та ЗМІ. 3 вересня 2019 року її висунула Громадянська коаліція як кандидатку в прем'єр-міністри після можливої перемоги групи на парламентських виборах 13 жовтня.

## Приватне життя
Прапраонучка президента Республіки Польща Станіслава Войцеховського та Марії Войцеховської, а також прем'єр-міністра Владіслава Грабського та Катажини Грабської. Онука Владіслава Яна Грабського та Зофії Войцеховської. Дочка професора Мацея Владислава Грабського та його дружини Гелени Грабської, до шлюбу Новаковської.
Одружена з кінорежисером Яном Кідавом-Блонським, мають сина Яна.